# União dos Interesses Económicos
A União dos Interesses Económicos (UIE) foi um partido político criado pelas associações patronais, em 28 de setembro de 1924, no período final da I República Portuguesa, com o objectivo de zelar pelos interesses dos empresários especialmente no sector do tabaco, que o Estado pretendia, lançando elevadas taxas para o tabaco importado, proteger o monopólio do grupo Burnay.
Concorreu apenas nas últimas eleições da I República, em 1925, conseguindo 3,7% dos votos.
O partido era financiado pela Companhia União Fabril, liderada por Alfredo da Silva, e pelos latifundiários. Reunia delegados da Associação Comercial de Lisboa, Associação Comercial do Porto, Associação Industrial Portuguesa e Associação Central da Agricultura Portuguesa. Entre os líderes estavam Martinho Nobre de Melo, João Pereira da Rosa, José Pequito Rebelo, Nunes Mexia e Filomeno da Câmara.